# فراس لحياني
فراس لحياني (مواليد 16 يوليو 1991) هو لاعب كرة سلة تونسي يلعب في الاتحاد الرياضي المنستيري ومنتخب تونس.

## روابط خارجية
- فراس لحياني على موقع ريلجم (الإنجليزية)
- فراس لحياني على موقع بروبوليرز (الإنجليزية)